# 小行星3993
小行星3993（英語：3993 Sorm）是一颗围绕太阳公转的小行星。1988年11月4日，安東寧·姆爾科斯在克莱季发现了此天体。
这颗小行星的绝对星等为248.15796等。